# Цис-конформація
Цис-конформація (англ. cis conformation, рос. цис-конформация) — конформація відносно торсійного кута між зв'язками A–B та C–D, для атомів –A–B–C–D–, що належать до основного ланцюга молекули. Це конформація, де цей торсійний кут дорівнює ± 0°.
Синонім — синперипланарна конформація.